# Coup du microburin

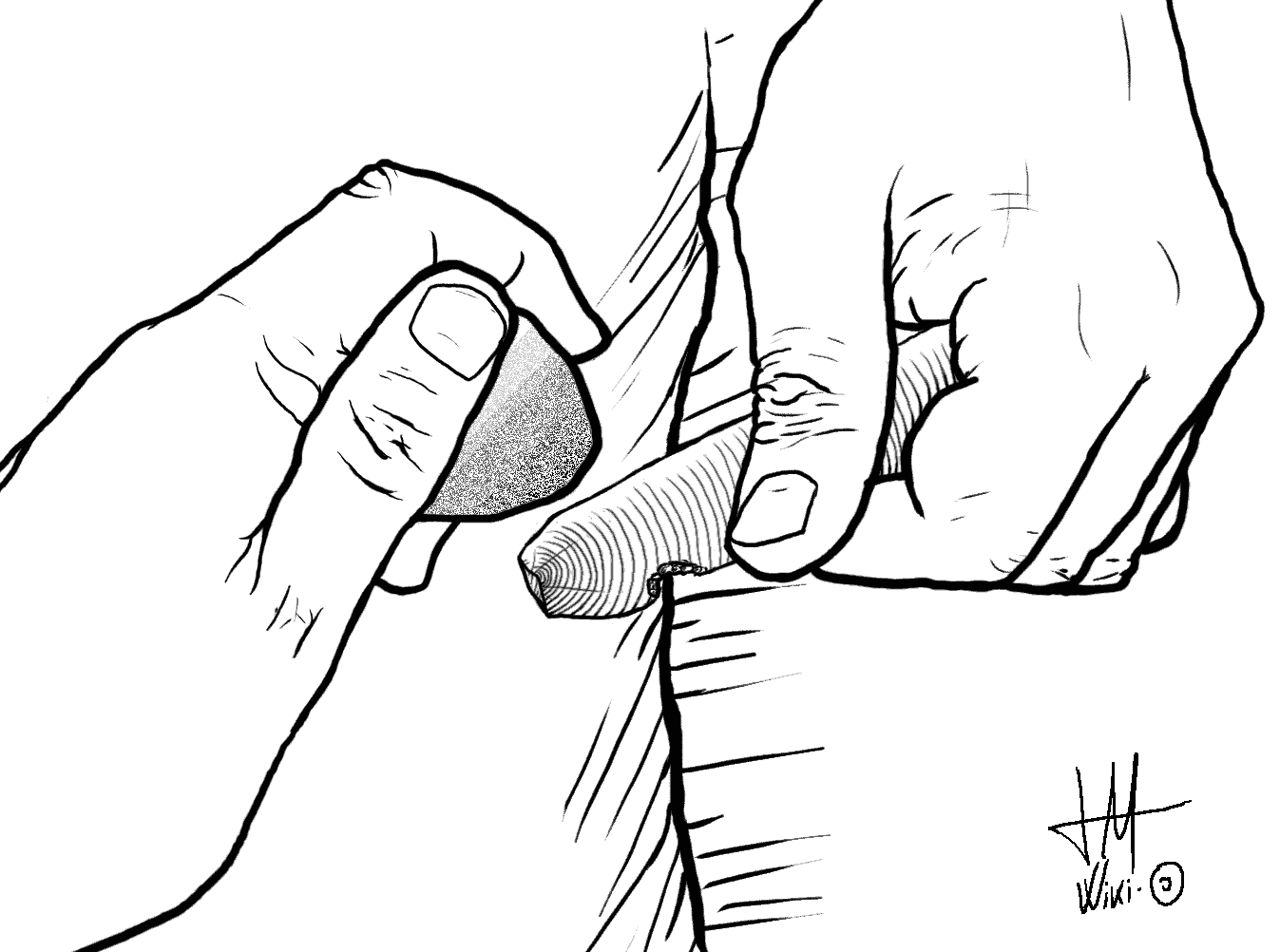
Création d'une coche par de petits coups sur une lame placée sur un support au bord aigu

Le coup du microburin est un procédé permettant le fractionnement contrôlé des lames et des éclats en roche taillée. Les segments obtenus peuvent ainsi servir de supports d'outils. Le plus souvent ces derniers sont des microlithes géométriques, c'est-à-dire des segments mais surtout des trapèzes et des triangles.
Ce procédé a été identifié et décrit pour la première fois en 1875 par l'archéologue italien Gaetano Chierici.

## Origines et développement
Le coup du microburin a probablement pour origine un accident de taille relativement fréquent : la cassure en microburin ou en microburin "Krukowski" d'une lame ou d'un éclat lors de la réalisation d'un bord abattu.
Ce procédé est connu dans l'Ancien Monde mais n'a pas encore été clairement documenté dans le Nouveau Monde. Il apparait au moins dès le Paléolithique supérieur, par exemple en Afrique du Nord, dans l'Ibéromaurusien, il y a plus de 20 000 ans, pour la réalisation des pointes de "La Mouillah". Il est particulièrement développé dans certaines cultures mésolithiques, dont l'outillage est basé en grande partie sur les microlithes.

## Principe
Le tailleur prend une lame ou un éclat et le place sur un support au bord aigu.
Il crée une coche au moyen de coups légers ou en pressant le bord de la pièce le long du bord aigu du support. Il agrandit la coche jusqu'à ce que la lame se brise.

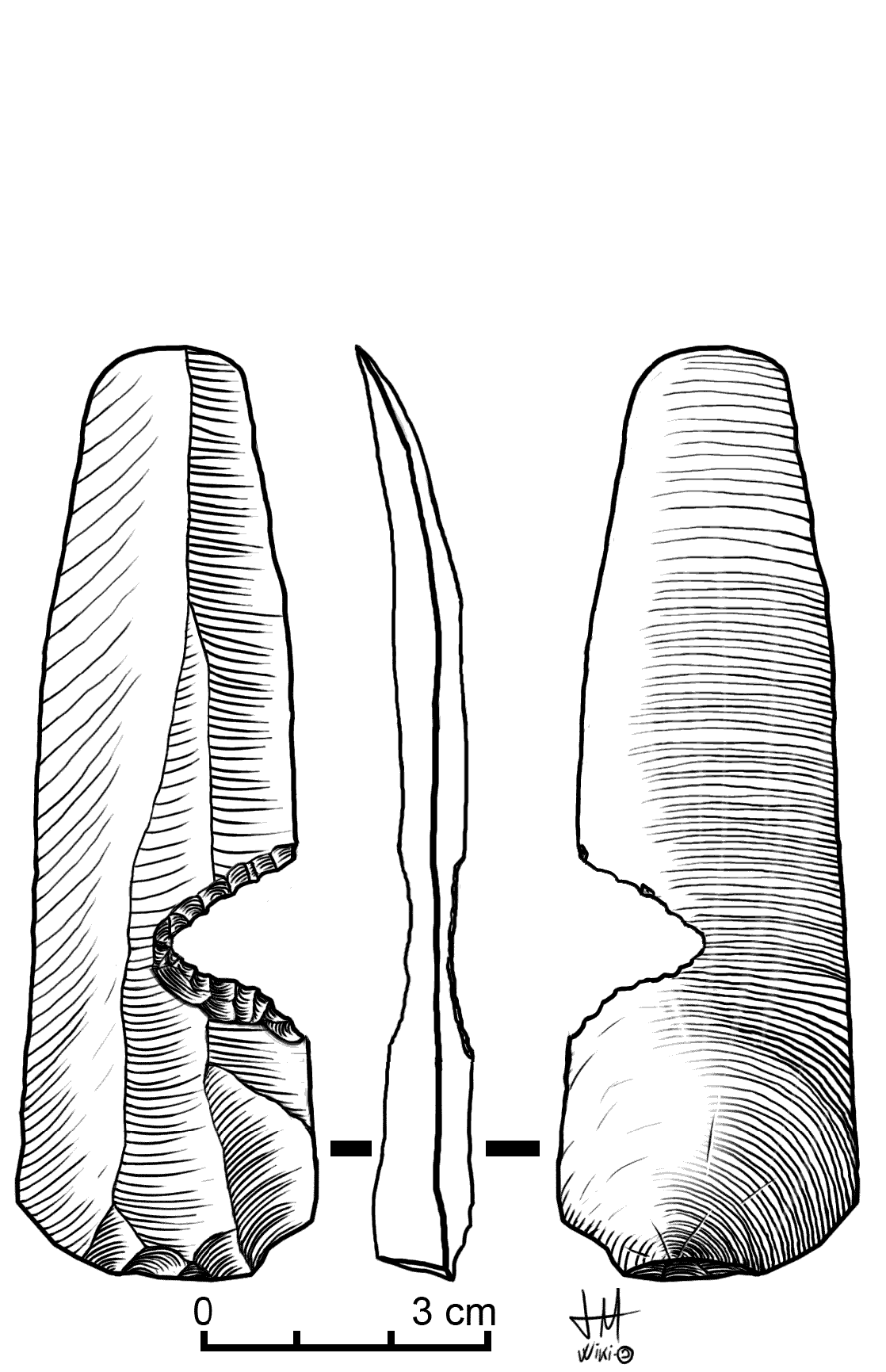
Coche dans la partie proximale de la lame, juste avant la fracture
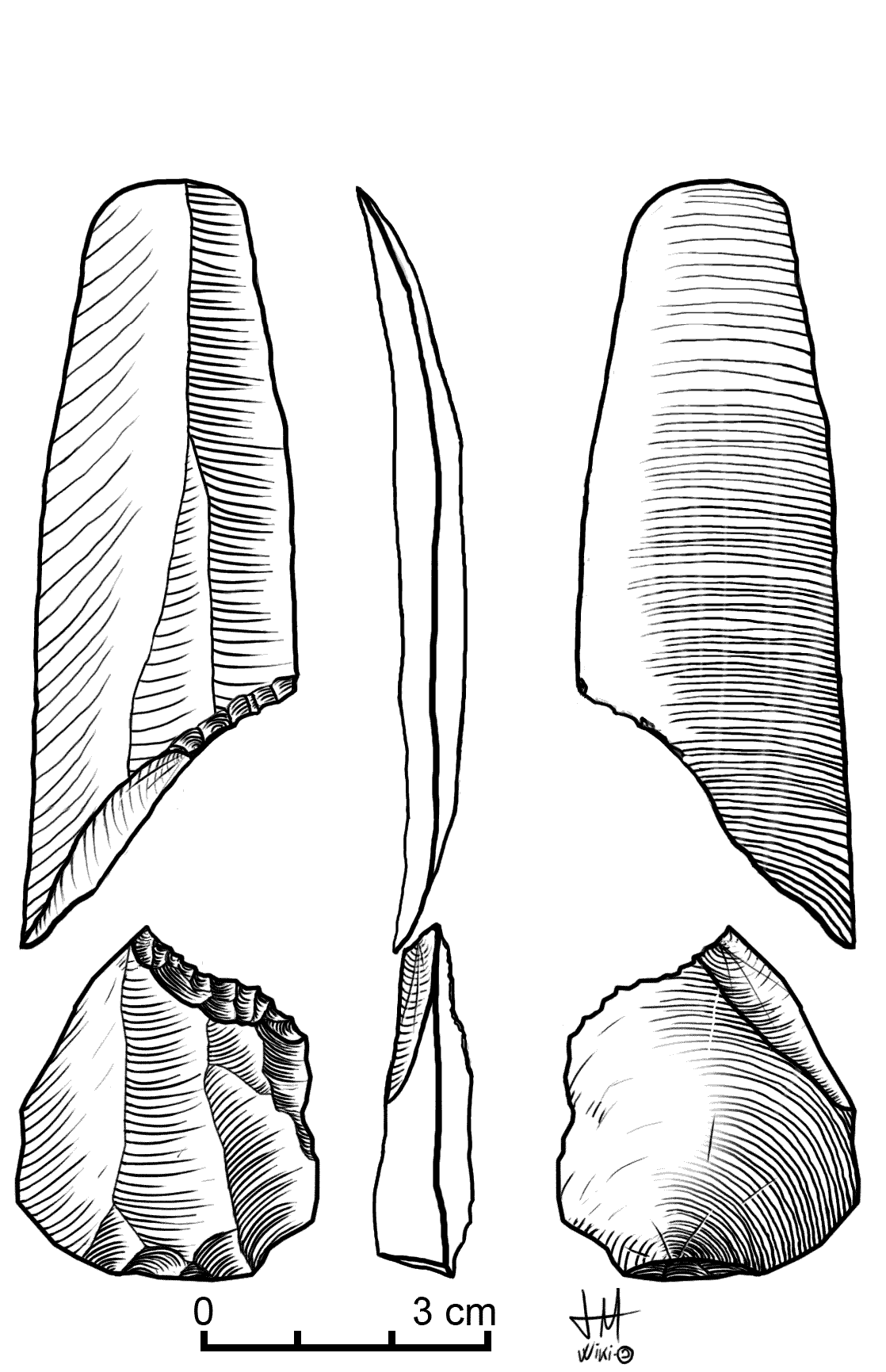
Produit de la fracture par microburin : un microburin proximal
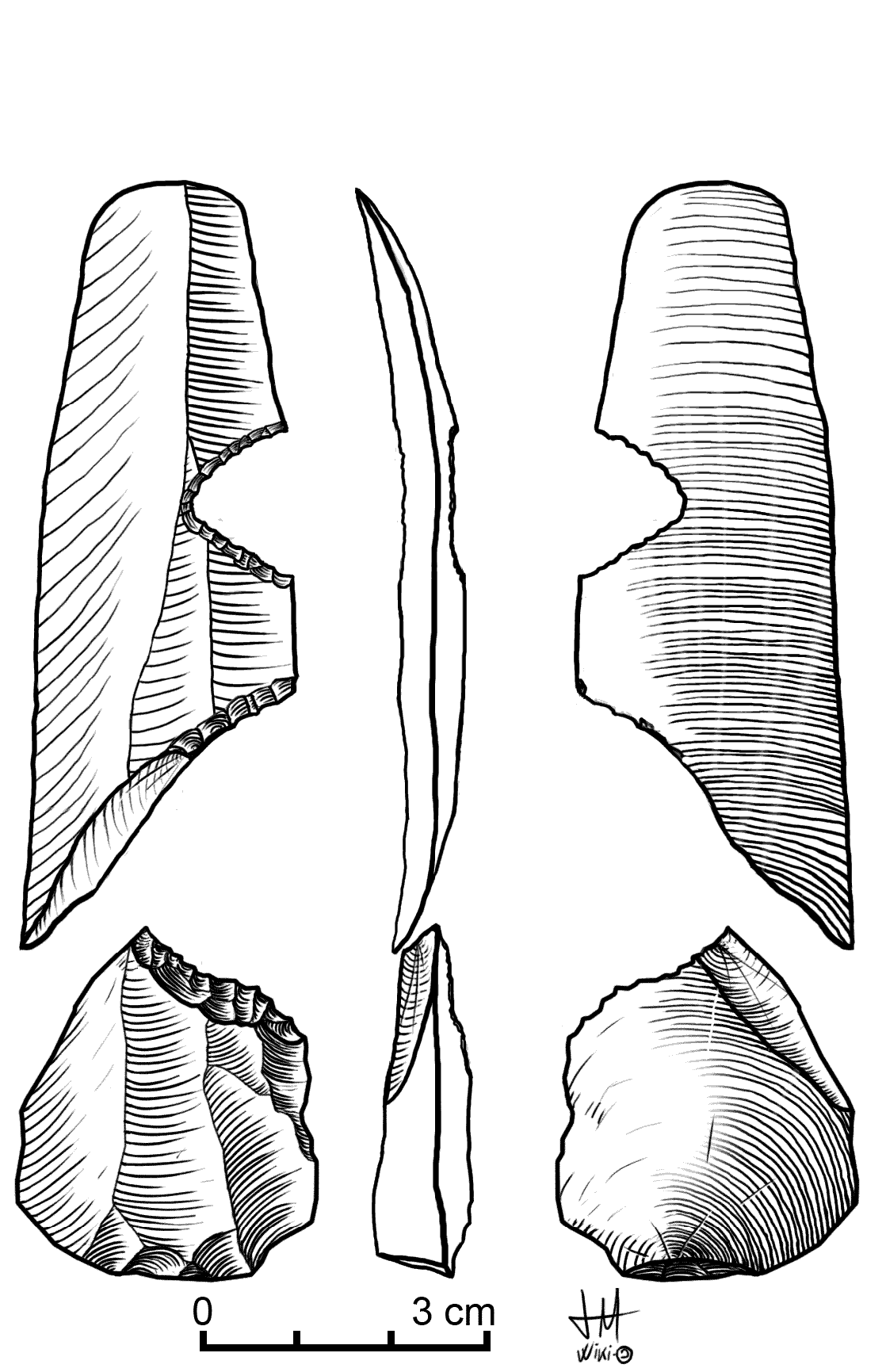
Création d'une seconde coche en partie distale
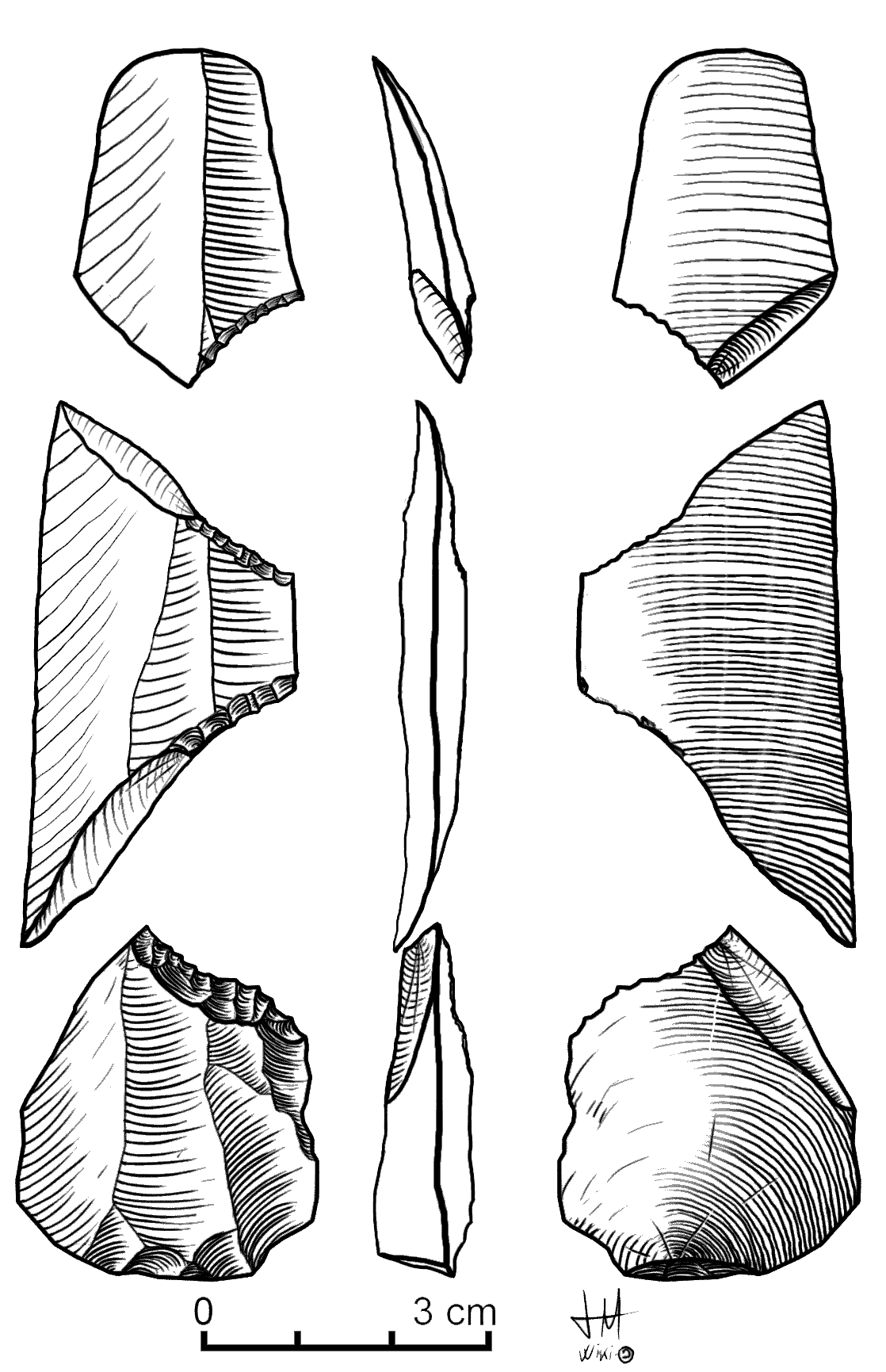
Seconde fracture qui provoque la création d'un microburin distal
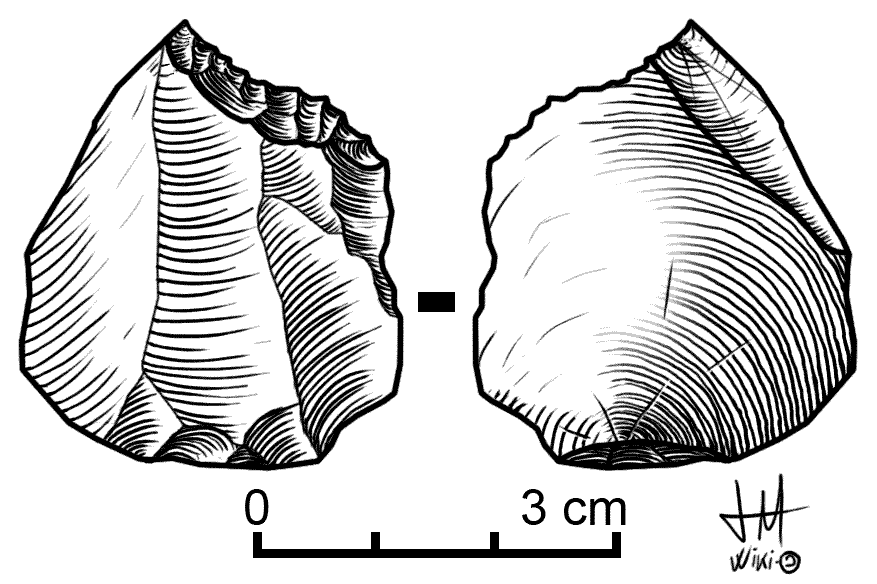
Microburin

## Identification sur le matériel archéologique
Si le coup du microburin a enlevé la partie proximale de la lame ou de l'éclat, le microburin est dénommé proximal, si au contraire c'est la partie distale qui est enlevée, on parle de microburin distal.
Sur la face supérieure du microburin est encore visible une portion de la coche, et sur sa face inférieure une "facette de fracture" qui part du
plus profond de la coche et va jusqu'au bord opposé. La fracture est également assez courbe et oblique par rapport à la face de la lame.